# Campeonato Europeu de Ginástica Artística de 2014
O Campeonato Europeu de Ginástica Artística de 2014 ocorrerá entre os dias 12 e 18 de maio para as mulheres e 19 e 25 de maio para os homens, na cidade de Sófia, Bulgária. 

## Eventos
- Equipes masculino
- Solo masculino
- Barra fixa
- Barras paralelas
- Cavalo com alças
- Argolas
- Salto sobre a mesa masculino
- Equipes feminino
- Trave
- Solo feminino
- Barras assimétricas
- Salto sobre a mesa feminino

## Calendário
| Maio               | 22 | 23 | 24 | 25 |
| ------------------ | -- | -- | -- | -- |
| Qualificatória     | ●  |    |    |    |
| Equipes            |    |    | ●  |    |
| Solo               |    |    |    | ●  |
| Cavalo com alças   |    |    |    | ●  |
| Argolas            |    |    |    | ●  |
| Salto sobre a mesa |    |    |    | ●  |
| Barras paralelas   |    |    |    | ●  |
| Barra fixa         |    |    |    | ●  |

| Abril               | 15 | 16 | 17 | 18 |
| ------------------- | -- | -- | -- | -- |
| Qualificatória      | ●  |    |    |    |
| Equipes             |    |    | ●  |    |
| Salto sobre a mesa  |    |    |    | ●  |
| Barras assimétricas |    |    |    | ●  |
| Trave               |    |    |    | ●  |
| Solo                |    |    |    | ●  |

## Países participantes
Um total de 39 nações estão representadas na edição feminina e masculina do Europeu de Ginástica Artística. Entre parênteses o número de ginastas por país.
| \| - Alemanha (10) - Armênia (4) - Áustria (10) - Azerbaijão (8) - Bélgica (10) - Bielorrússia (10) - Bulgária (10) - Croácia (10) - Chipre (4) - Dinamarca (10) - Eslováquia (5) - Eslovênia (7) - Espanha (10) \| - Finlândia (10) - França (10) - Grã-Bretanha (10) - Grécia (10) - Hungria (10) - Irlanda (10) - Islândia (10) - Israel (3) - Itália (10) - Letônia (10) - Lituânia (6) - Luxemburgo (1) - Macedônia do Norte (1) \| - Mónaco (1) - Noruega (10) - Países Baixos (10) - Polónia (10) - Portugal (7) - Chéquia (9) - Roménia (10) - Rússia (10) - Sérvia (7) - Suíça (10) - Suécia (10) - Turquia (7) - Ucrânia (10) \| | | |
| - Alemanha (10) - Armênia (4) - Áustria (10) - Azerbaijão (8) - Bélgica (10) - Bielorrússia (10) - Bulgária (10) - Croácia (10) - Chipre (4) - Dinamarca (10) - Eslováquia (5) - Eslovênia (7) - Espanha (10) | - Finlândia (10) - França (10) - Grã-Bretanha (10) - Grécia (10) - Hungria (10) - Irlanda (10) - Islândia (10) - Israel (3) - Itália (10) - Letônia (10) - Lituânia (6) - Luxemburgo (1) - Macedônia do Norte (1) | - Mónaco (1) - Noruega (10) - Países Baixos (10) - Polónia (10) - Portugal (7) - Chéquia (9) - Roménia (10) - Rússia (10) - Sérvia (7) - Suíça (10) - Suécia (10) - Turquia (7) - Ucrânia (10) |

## Medalhistas
| Evento                       | Ouro                                                                                             | Prata                                                                                       | Bronze                                                                                         |
| Masculino                    |                                                                                                  |                                                                                             |                                                                                                |
| Equipes detalhes             | RUS Rússia Denis Ablyazin Aleksander Balandin David Belyavskiy Nikita Ignatyev Nikolai Kuksenkov | GBR Grã-Bretanha Daniel Keatings Sam Oldham Daniel Purvis Kristian Thomas Max Whitlock      | UKR Ucrânia Volodymyr Okachev Igor Radivilov Maksym Semiankiv Andrii Sienichkin Oleg Verniaiev |
| Solo detalhes                | RUS Denis Ablyazin                                                                               | GRE Eleftherios Kosmidis                                                                    | GBR Daniel Purvis ISR Alexander Shatilov                                                       |
| Cavalo com alças detalhes    | GBR Max Whitlock                                                                                 | HUN Krisztian Berki                                                                         | SLO Saso Bertoncelj                                                                            |
| Argolas detalhes             | RUS Denis Ablyazin RUS Aleksander Balandin                                                       | nenhum                                                                                      | FRA Samir Ait Said                                                                             |
| Salto sobre a mesa detalhes  | RUS Denis Ablyazin                                                                               | UKR Igor Radivilov                                                                          | UKR Oleg Verniaiev                                                                             |
| Barras paralelas detalhes    | UKR Oleg Verniaiev                                                                               | RUS David Belyavskiy                                                                        | NED Epke Zonderland                                                                            |
| Barra fixa detalhes          | NED Epke Zonderland                                                                              | GBR Sam Oldham                                                                              | GBR Kristian Thomas                                                                            |
| Feminino                     |                                                                                                  |                                                                                             |                                                                                                |
| Equipes detalhes             | ROU Romênia Diana Bulimar Larisa Iordache Andreea Munteanu Alina Stanila Silvia Zarzu            | GBR Grã-Bretanha Rebecca Downie Claudia Fragapane Ruby Harrold Rebecca Tunney Hannah Whelan | RUS Rússia Maria Kharenkova Aliya Mustafina Anna Rodionova Alla Sosnitskaya Daria Spiridonova  |
| Salto sobre a mesa detalhes  | SUI Giulia Steingruber                                                                           | AZE Anna Pavlova                                                                            | ROU Larisa Iordache                                                                            |
| Barras assimétricas detalhes | GBR Rebecca Downie                                                                               | RUS Aliya Mustafina                                                                         | RUS Daria Spiridonova                                                                          |
| Trave detalhes               | RUS Maria Kharenkova                                                                             | ROU Larisa Iordache                                                                         | RUS Aliya Mustafina                                                                            |
| Solo detalhes                | ITA Vanessa Ferrari ROU Larisa Iordache                                                          | nenhuma                                                                                     | SUI Giulia Steingruber                                                                         |

## Quadro de medalhas
| Ordem | País          | Medalha de ouro | Medalha de prata | Medalha de bronze |    |
| ----- | ------------- | --------------- | ---------------- | ----------------- | -- |
| 1     | Rússia        | 6               | 2                | 3                 | 11 |
| 2     | Grã-Bretanha  | 2               | 3                | 2                 | 7  |
| 3     | Roménia       | 2               | 1                | 1                 | 4  |
| 4     | Ucrânia       | 1               | 1                | 2                 | 4  |
| 5     | Países Baixos | 1               |                  | 1                 | 2  |
| 5     | Suíça         | 1               |                  | 1                 | 2  |
| 7     | Itália        | 1               |                  |                   | 1  |
| 8     | Azerbaijão    |                 | 1                |                   | 1  |
| 8     | Grécia        |                 | 1                |                   | 1  |
| 8     | Hungria       |                 | 1                |                   | 1  |
| 11    | Eslovénia     |                 |                  | 1                 | 1  |
| 11    | França        |                 |                  | 1                 | 1  |
| 11    | Israel        |                 |                  | 1                 | 1  |
| TOTAL | TOTAL         | 14              | 10               | 13                | 37 |